# Abdul Rahman Mohammed Al Marri
Pour les articles homonymes, voir Al Marri.
Abdul Rahman Mohammed Al Marri (né le 5 avril 1993) est un cavalier qatarien. Il a commencé sa carrière en endurance et a remporté des CEI3*, avant de se tourner vers le saut d'obstacles en 2009,.